# Покровский (Могилёвская область)
Покро́вский (бел. Пакроўскі) — посёлок в составе Новобыховского сельсовета Быховского района Могилёвской области Белоруссии.

## Население
- 2009 год — 9 человек